# فلورن فن اوبل
فلورن فن اوبل (هلندی: Florent Van Aubel؛ زادهٔ ۲۵ اکتبر ۱۹۹۱) بازیکن هاکی روی چمن اهل بلژیک است.